# Aleksandar Deroko
Aleksandar Deroko (in serbo Александар Дероко?; Belgrado, 4 novembre 1894 – Belgrado, 30 novembre 1988) è stato un architetto, artista e scrittore serbo.
Fu un professore dell'Università di Belgrado e membro dell'Accademia serba delle scienze e delle arti.

## Biografia
Il suo bisnonno era un veneziano di nome Marco de Rocco, che si trasferì a Dubrovnik (nel Regno di Dalmazia) e sposò una donna del posto. Il nonno di Aleksandar, Jovan, venne a Belgrado per fare l'insegnante d'arte. Per parte materna, suo prozio era Jovan Đorđević (1826–1900), il fondatore del Teatro nazionale serbo di Novi Sad. Deroko era anche imparentato con il famoso scrittore serbo Stevan Sremac (1855-1906).
Durante la sua infanzia, la sua famiglia ha vissuto nella casa dei suoi prozii in Ulica Knez Mihailova, nel centro di Belgrado. Non era un ottimo studente alle scuole elementari e medie, infatti riuscì a malapena a laurearsi. Come racconta nella sua biografia, allo studio preferiva andare in barca sul fiume Sava. Prima della prima guerra mondiale, si iscrisse alla Facoltà tecnica dell'Università di Belgrado.

### Prima guerra mondiale
All'inizio della guerra si arruolò volontario nell'artiglieria, ma fu trasferito a Skoplje per unirsi al battaglione di 1300 caporali e fu nominato sergente. Poiché era un pioniere dell'aeronautica prima della guerra, fu trasferito alla neonata Aeronautica reale serba. Fu inviato in Francia per l'addestramento nel 1915, e così fuggì dalla ritirata serba nell'autunno e nell'inverno di quell'anno. Il suo squadrone si unì all'esercito serbo recuperato sul fronte di Salonicco, dove combatté fino alla fine della guerra e alla liberazione della Serbia.

### Vita professionale
Studiò architettura a Roma, Praga, Brno e si laureò a Belgrado nel 1926. Con una borsa di studio del governo francese studiò a Parigi, dove strinse amicizia con Picasso, Sava Šumanović, Rastko Petrović, Le Corbusier e altri che poi hanno vissuto a Parigi. All'inizio degli anni '30 divenne professore ordinario presso la Facoltà di Architettura di Belgrado. Insegnò architettura medievale e bizantina. In quel periodo fece un progetto, insieme al Bogdan Nestorović, per il Tempio di San Sava, e nel 1935 iniziarono i lavori. È stato autore di molti libri, tra cui i più famosi Srednjovekovni gradovi na Dunavu (1964) (Castelli medievali sul Danubio) e Mangupluci oko Kalemegdana (1987). Insieme all'architettura realizzò illustrazioni sulle sue cartoline personali, create nel periodo in cui la sua diligente e faticosa attività architettonica finalmente si è alquanto placata, dimostrano l'atmosfera energica di Belgrado, la convivialità, l'erotismo, in una parola - tutto il liberalismo della nuova borghesia colta.

## Lavori

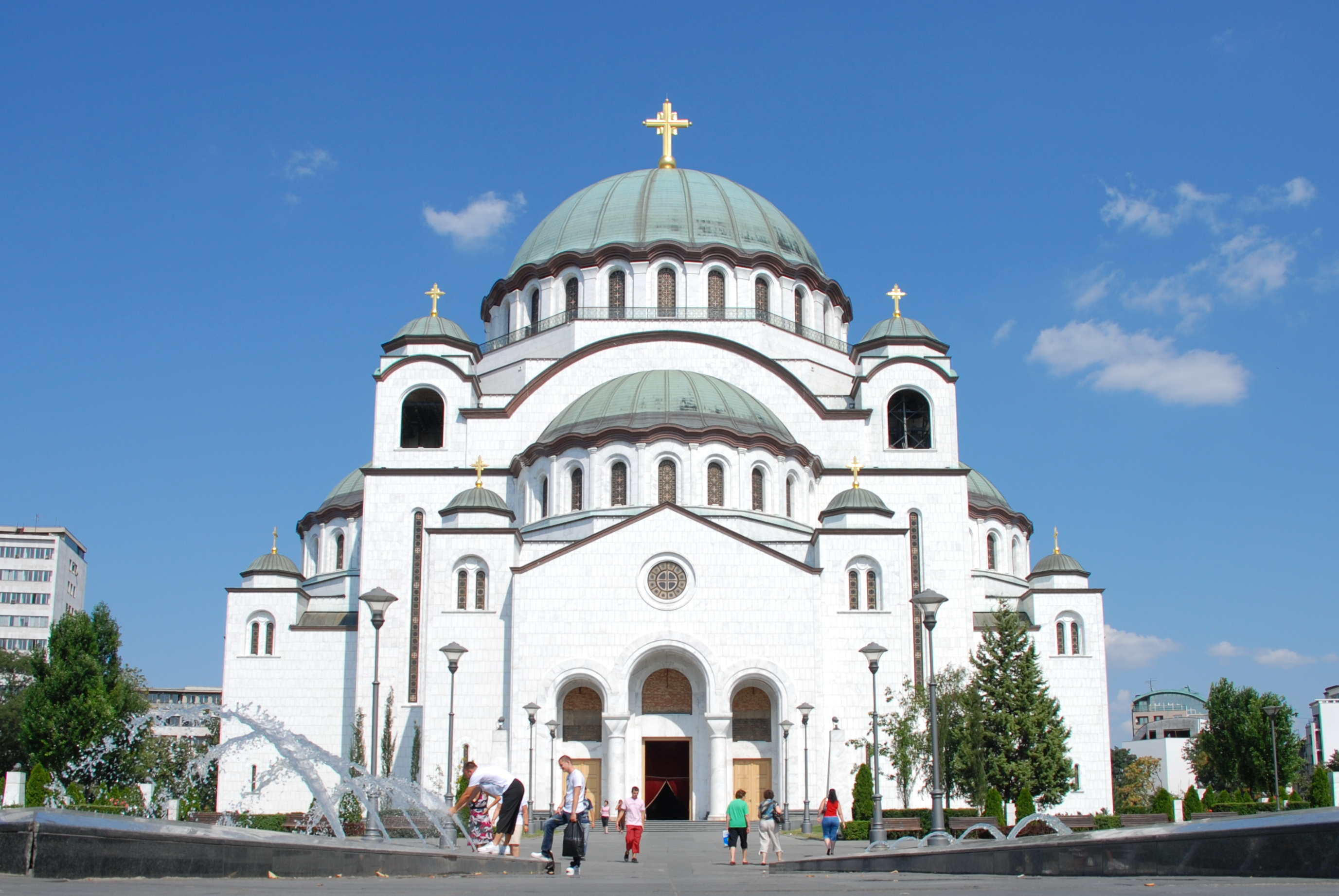
Cattedrale di San Sava, Belgrado
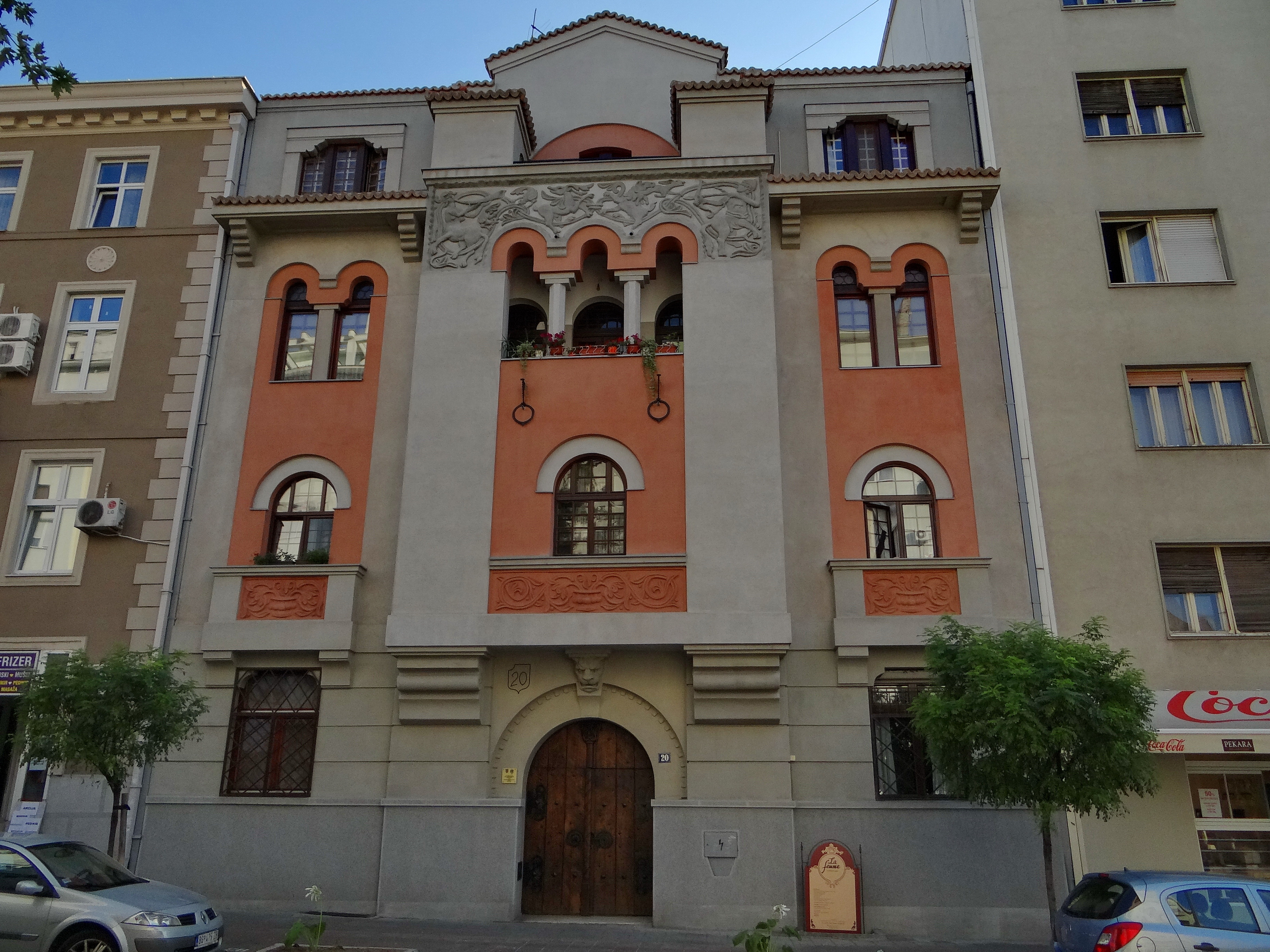
Casa del colonnello Elezović in via Njegoševa, Belgrado
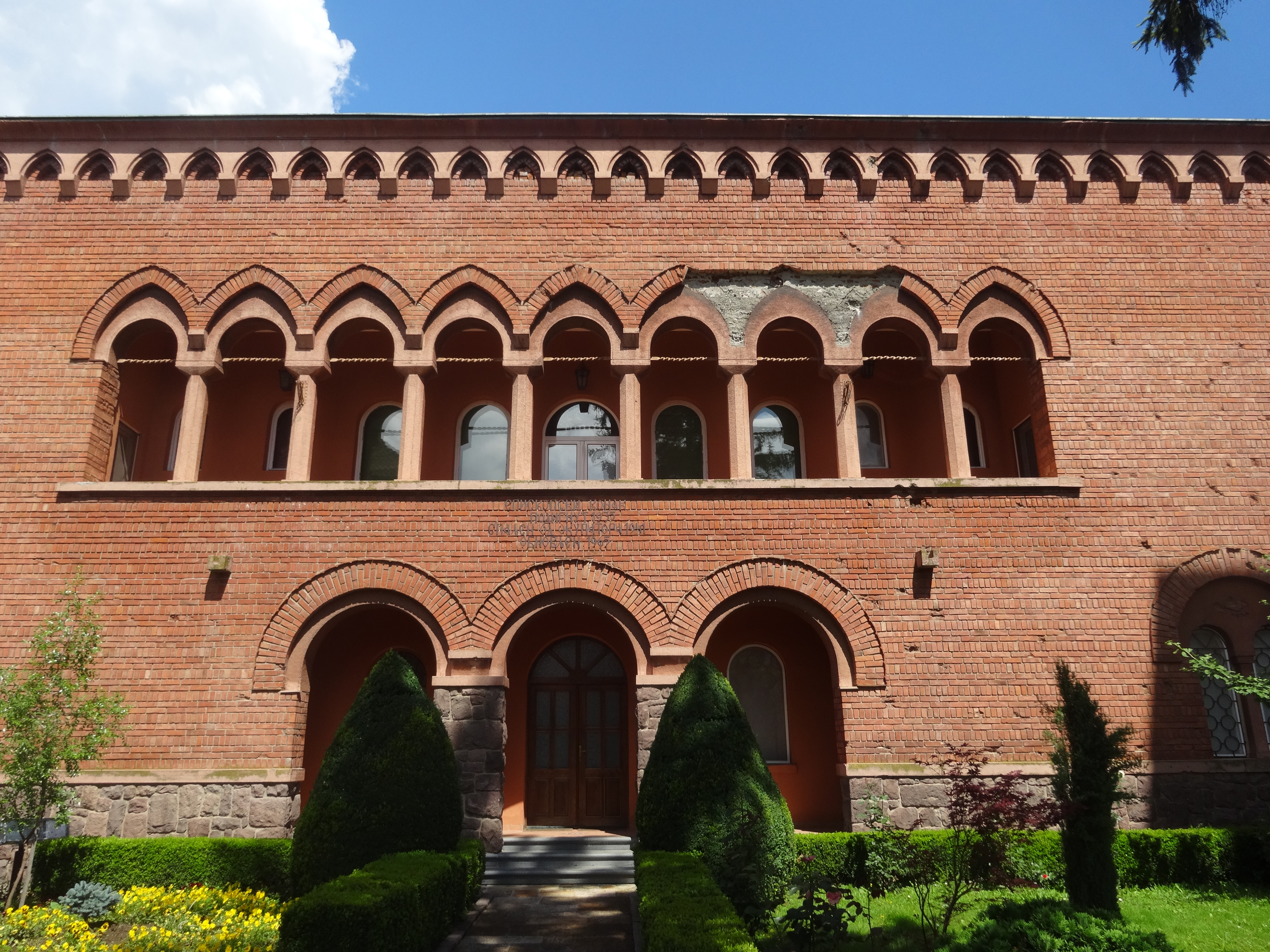
Residenza nel monastero di Žiča
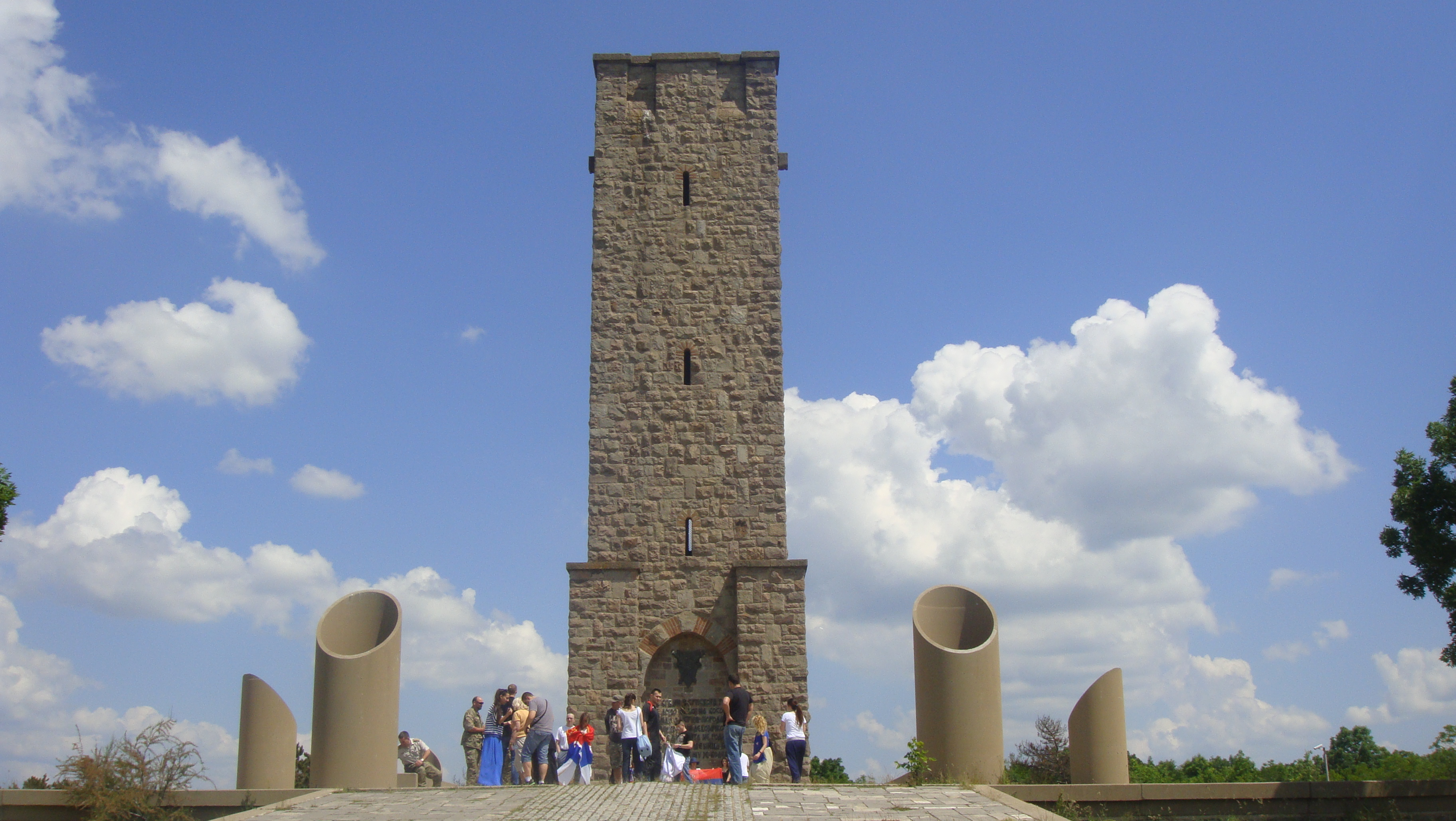
Monumento del Gazimestan
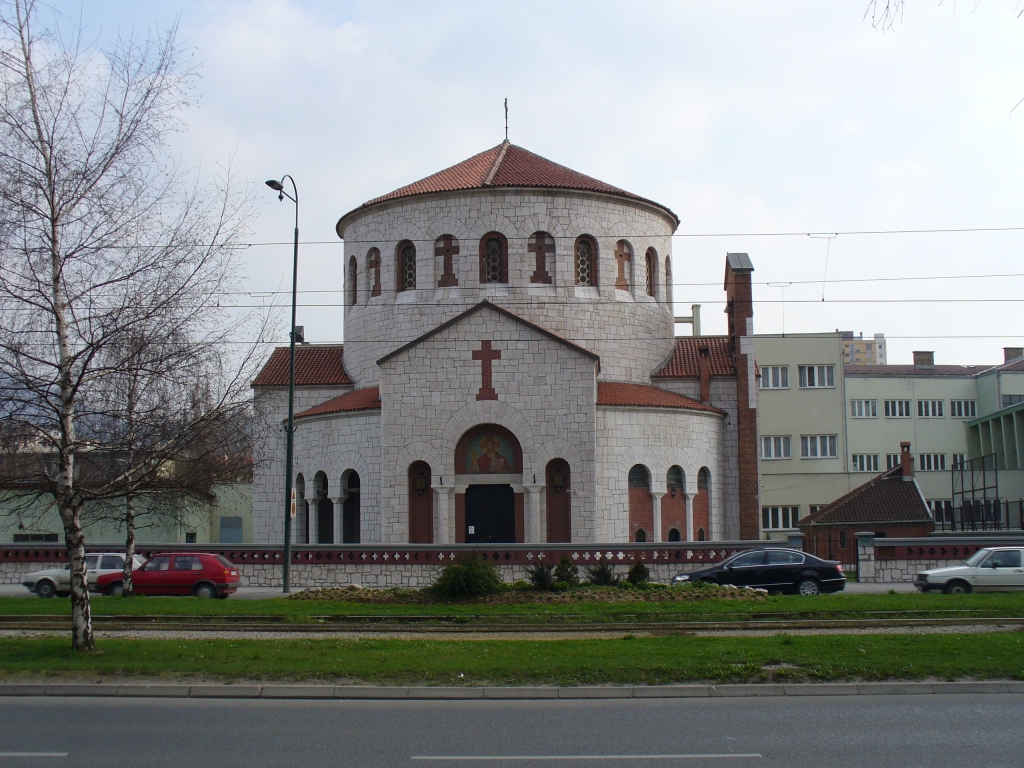
Chiesa della Santa Trasfigurazione, Novo Sarajevo
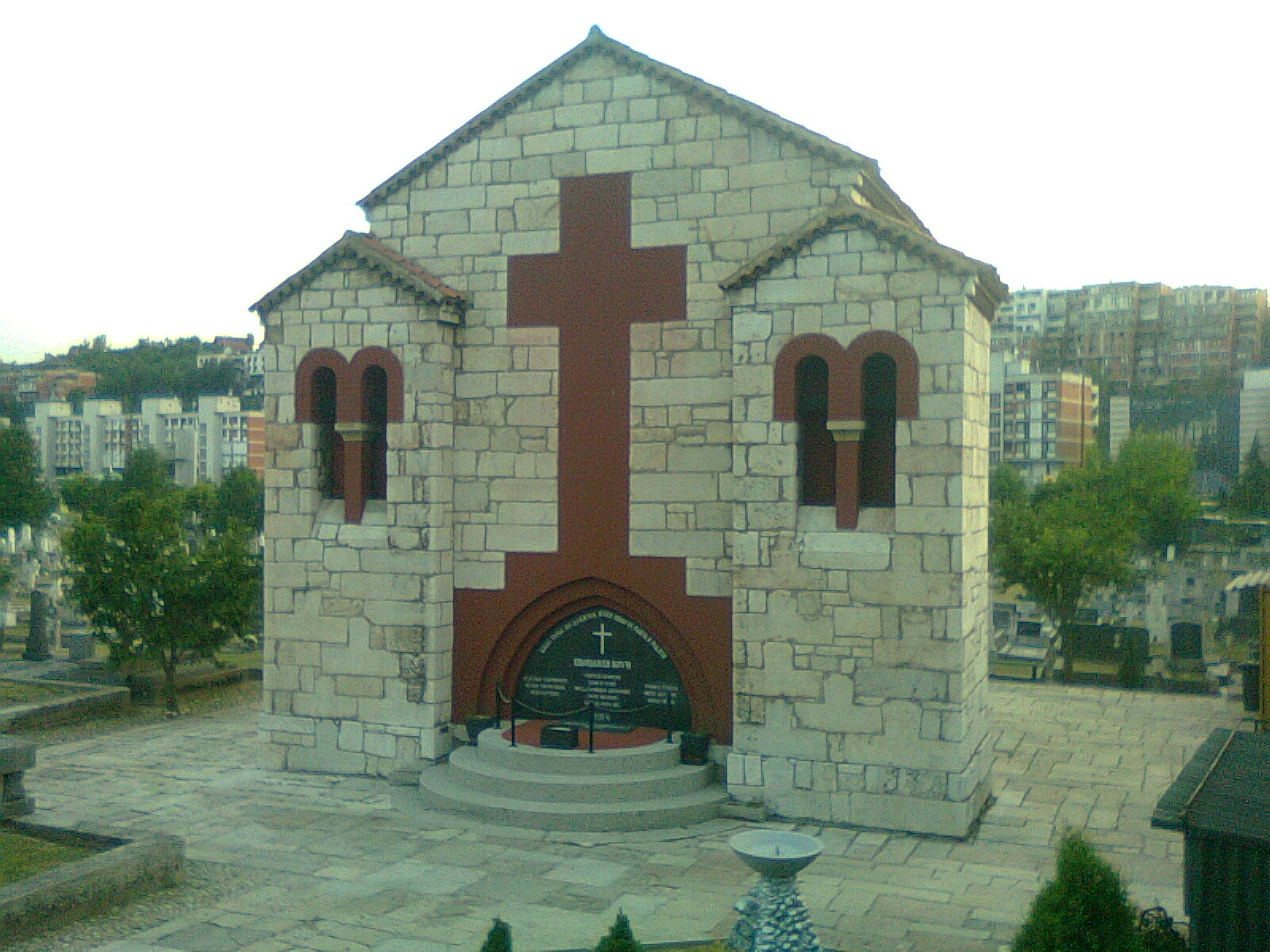
Cappella degli eroi di Vidovdan, Sarajevo